# Montgobert
Montgobert è un comune francese di 196 abitanti situato nel dipartimento dell'Aisne della regione dell'Alta Francia.

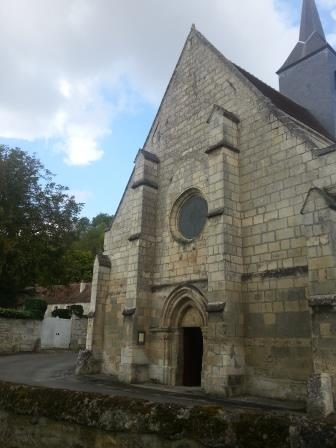
Chiesa di San Sulpicio, facciata del XII secolo.
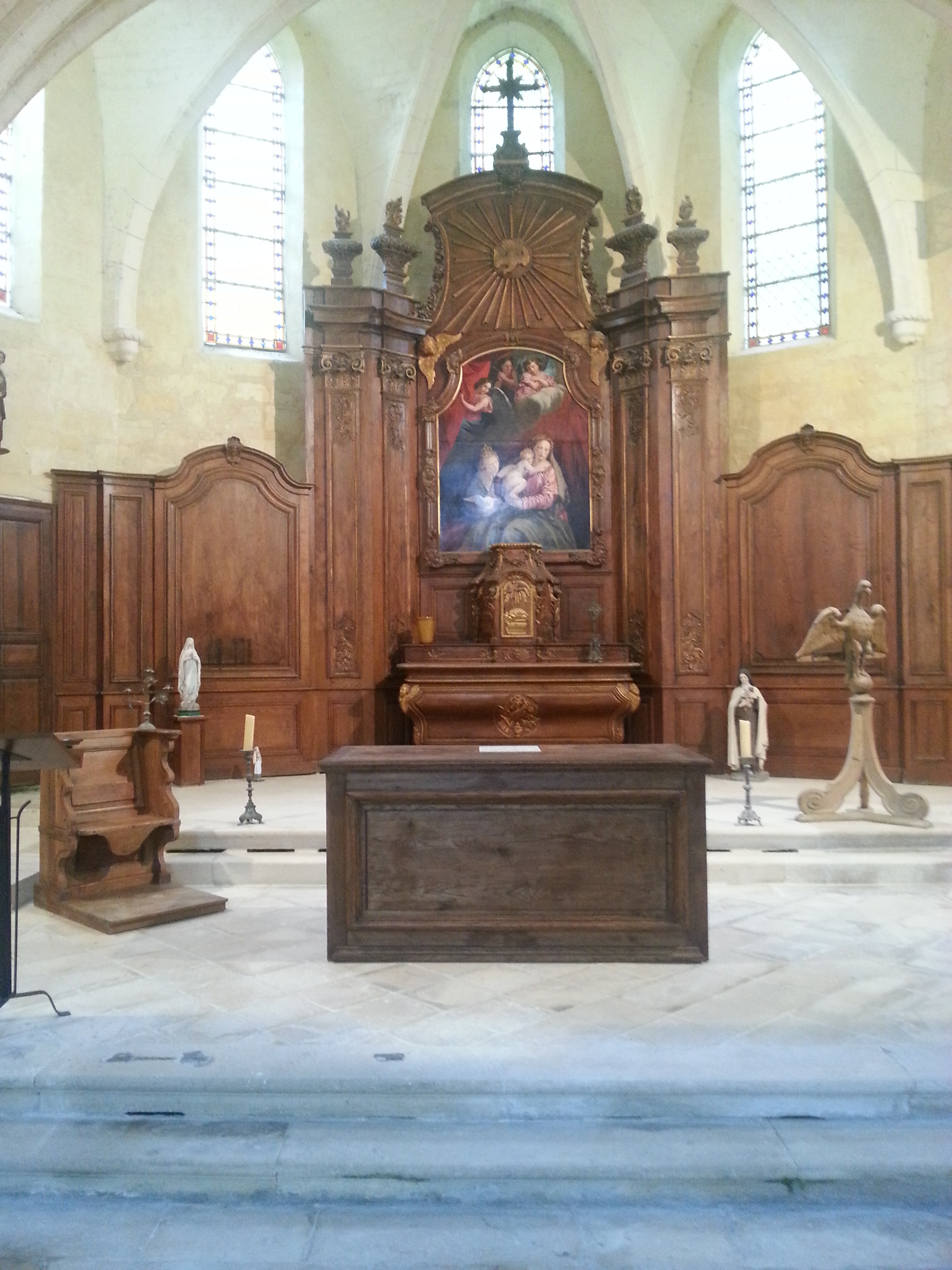
Interno della chiesa.
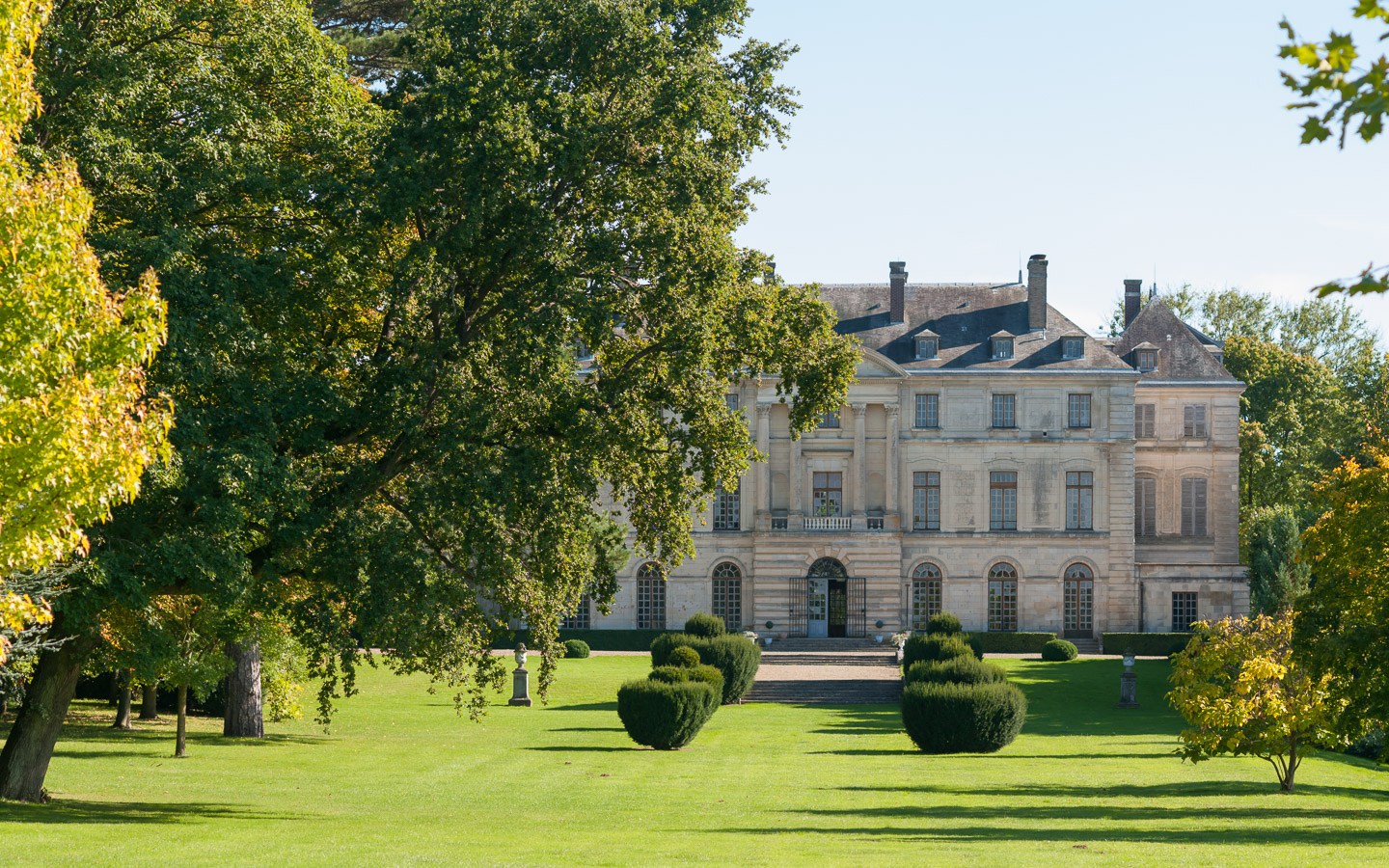
Il castello di Montgobert.
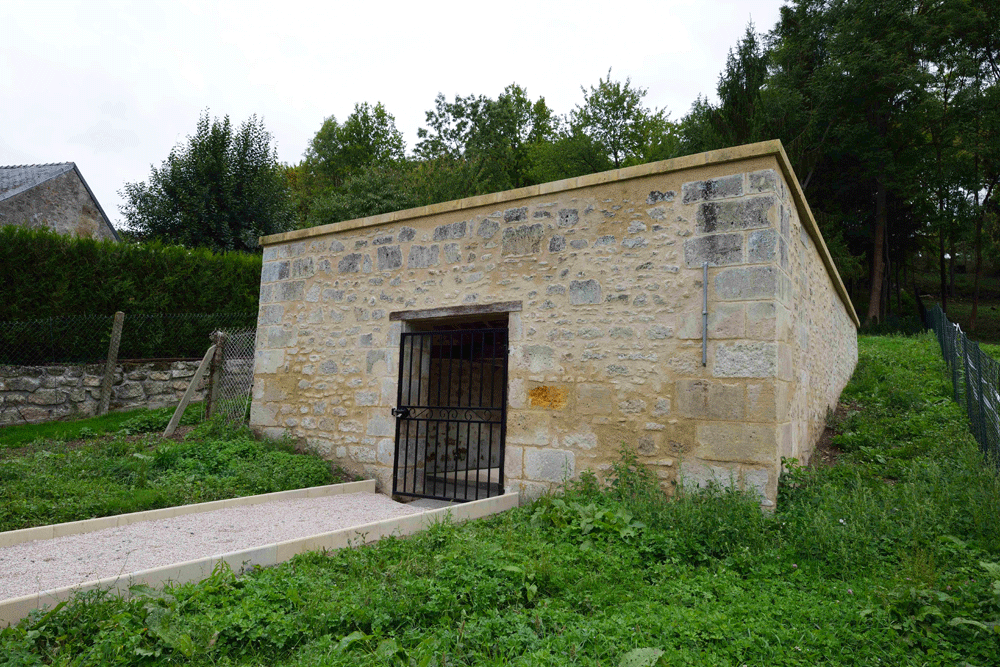
Il lavatoio di Montgobert.
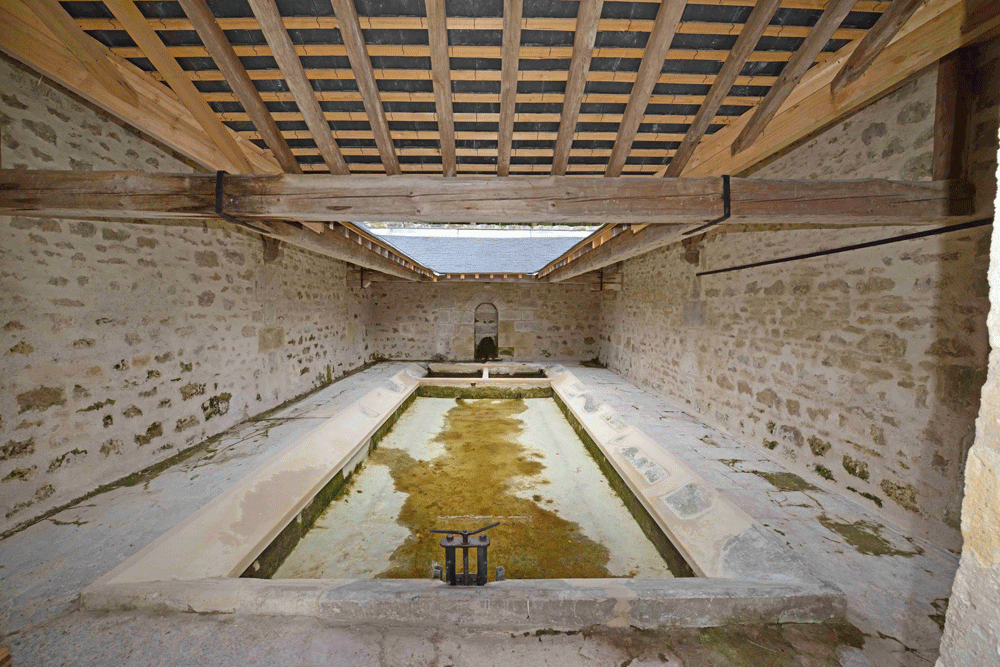
L'interno del lavatoio.

## Società

### Evoluzione demografica
Abitanti censiti